# Oberscharführer

Patki kołnierzowe Oberscharführera SS

Naramiennik Oberscharführera SS

Oberscharführer – podoficerski stopień paramilitarny istniejący w SS i SA (nierównoważne), który w Wehrmachcie odpowiadał stopniowi Feldwebel, a w SA stopniowi Unterfeldwebel. Na patkach Oberscharführera były dwie gwiazdki, natomiast naramiennik posiadał jedną gwiazdkę i był obwiedziony białym pasmem. Randze SS-Oberscharführer odpowiadała w SA SA-Truppführer.